# Gorno Orizari
Gorno Orizari (maced. Горно Оризари) – wieś w południowej Macedonii Północnej, w pobliżu trzeciego co do wielkości miasta tego kraju – Bitoli. Osada wchodzi w skład gminy Bitola.